# Labirint strasti
Labirint strasti (Laberintos de pasión) meksička je telenovela, u Meksiku emitirana 1999. i 2000. Serija je 2012. godine prikazana u Hrvatskoj. Producent je bio glumac Ernesto Alonso.
Glavni je lik liječnica Julieta, koja se na početku serije vraća u svoje rodno mjesto.
- Leticia Calderón — Julieta Valderrama
- Francisco Gattorno — Pedro Valencia Miranda
- César Évora — Gabriel Almada
- Manuel Ojeda — Genaro Valencia
- Mónika Sánchez — Nadia Román Valencia
- Alma Delfina — Sofía Miranda Montero de Valencia
- Azela Robinson — Carmina Roldán Montero
- Aarón Hernán — Lauro Sánchez
- Abraham Ramos — Cristóbal Valencia Miranda
- María Rubio — Ofelia Montero